# 名古屋ウェルネススポーツカレッジ
座標: 北緯35度9分51.7秒 東経136度53分43.8秒 / 北緯35.164361度 東経136.895500度

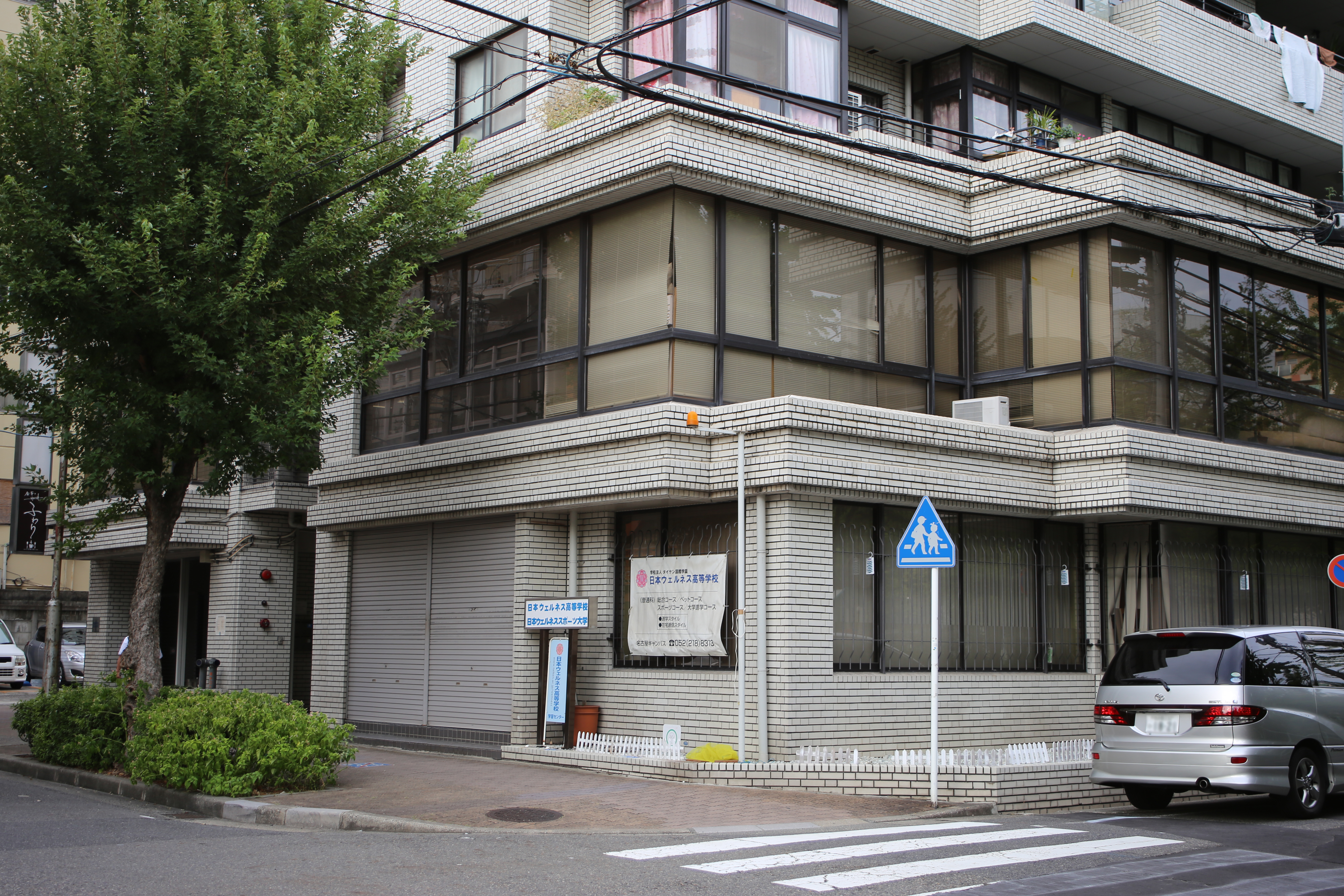
名古屋ウェルネススポーツカレッジ（2016年8月）

名古屋ウェルネススポーツカレッジ（なごやウェルネススポーツカレッジ）は、愛知県名古屋市中区栄一丁目にある私立専門学校。運営母体は、学校法人タイケン学園。学生は医療・福祉・スポーツを学ぶ。

## 概要
学科は、硬式野球部、サッカー部、女子ハンドボール部、女子バレーボール部、陸上部などの競技スポーツ科、トレーナーなどを養成するスポーツトレーナー科、医療事務員を養成する医療秘書科、介護フリートレーナーなどを養成する介護福祉科の他、看護学校の予備校や高等学校のサテライト教室がある。
元々同校（名古屋ウェルネススポーツカレッジ）は「名古屋お茶の水医療秘書福祉専門学院」として医療事務、社会福祉士の養成スクール事業を行っていたが、2005年にスポーツアスリート系の人材養成を目的とする「名古屋ウェルネススポーツカレッジ」に改称し当時と学科も今とは違っている。

## 沿革
- 2005年 - 「名古屋お茶の水医療秘書福祉専門学院」から現在の名称に変更。
- 2009年4月 - 名古屋市中村区から同市中区に移転。

## 所在地
- 愛知県名古屋市中区栄1-22-31